# لیو اوو
لیو اوو (انگلیسی: Liu Ou؛ زادهٔ ۱۳ نوامبر ۱۹۸۶) ورزشکار شنای موزون اهل چین است.
وی در مسابقات کشوری و بین‌المللی در مجموع برندهٔ ۳ مدال طلا، ۸ مدال نقره، ۴ مدال برنز شده‌است.